# Industria petrolieră

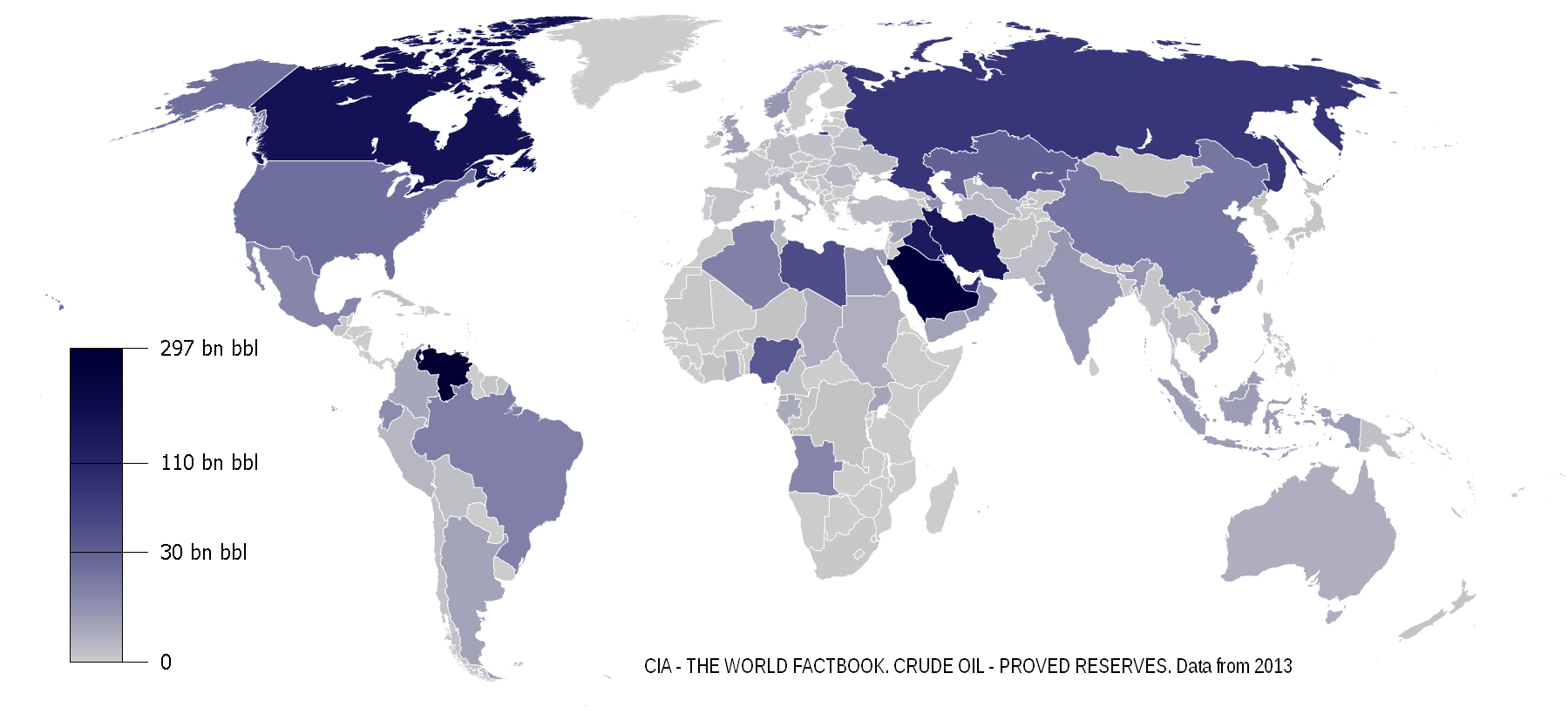
Rezervele de petrol mondiale, 2013.

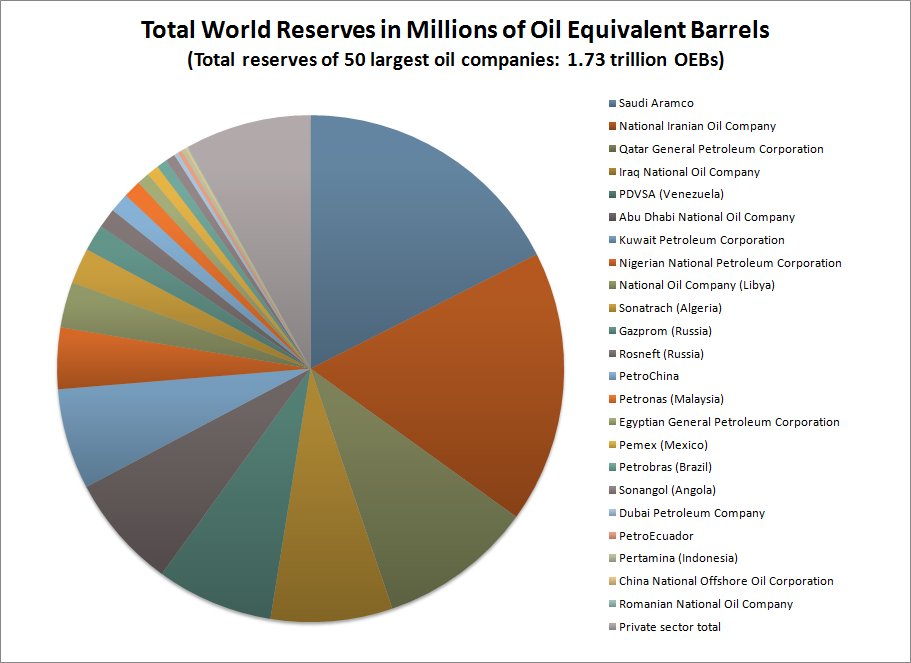
Distribuția rezervelor de petrol și gaze între cele mai mari 50 de companii petroliere din lume. Rezervele companiilor private sunt grupate împreună. Petrolul produs de companiile „mari” reprezintă mai puțin de 15% din totalul ofertei mondiale. Peste 80% din rezervele mondiale de petrol și gaze naturale sunt controlate de companiile naționale de petrol. Din cele mai mari 20 de companii petroliere din lume, 15 sunt companii petroliere de stat.

Industria petrolieră, cunoscută și sub denumirea de industria petrolului sau oil patch, include procesele globale de prospectare, extracție, rafinare, transport (adesea prin petrolier și conducte) și comercializarea produselor petroliere. Cele mai mari volume de produse din industrie sunt păcura și benzină. Petrolul este, de asemenea, materia primă pentru multe produse chimice, inclusiv produse farmaceutice, solvenți, îngrășăminte, pesticide, parfumuri sintetice și materiale plastice. Valoarea monetară extremă a petrolului și a produselor sale a dus la cunoașterea acestuia ca „aur negru”. Industria este de obicei împărțită în trei componente majore: upstream, midstream și downstream. Upstream se ocupă în principal de forare și producție.
Petrolul este vital pentru multe industrii și este necesar pentru menținerea civilizației industriale în configurația sa actuală, făcându-l o preocupare critică pentru multe națiuni. Petrolul reprezintă un procent mare din consumul mondial de energie, variind de la un minim de 32% pentru Europa și Asia, până la un nivel maxim de 53% pentru Orientul Mijlociu.
Modelele de consum ale altor regiuni geografice sunt următoarele: America de Sud și Centrală (44%), Africa (41%) și America de Nord (40%). Lumea consumă 36 miliarde de barili (5,8 km³) de petrol pe an, țările dezvoltate fiind cei mai mari consumatori. Statele Unite au consumat 18% din petrolul produs în 2015. Producția, distribuția, rafinarea și vânzarea cu amănuntul a petrolului luate în ansamblu reprezintă cea mai mare industrie din lume în ceea ce privește valoarea în dolari.
Guvernele, cum ar fi guvernul Statelor Unite, acordă o subvenție publică mare companiilor petroliere, cu scutiri de impozitare în practic toate etapele de prospectare și extracție a petrolului, inclusiv costurile închirierii câmpului petrolier și a echipamentelor de forare.

În ultimii ani, tehnicile îmbunătățite de recuperare a petrolului - în special forarea în mai multe etape și fracturarea hidraulică („fracking”) - s-au mutat în prim-planul industriei, deoarece această nouă tehnologie joacă un rol crucial și controversat în noile metode de extracție a petrolului.